# Стукалов, Борис Алексеевич
Бори́с Алексе́евич Стука́лов (24 января 1953, Ставрополь, СССР) — советский и российский футбольный тренер.

## Тренерская карьера
В 1984 году был помощником главного тренера ставропольского «Динамо» Олега Долматова, команда в том сезоне победила в турнире второй лиги первенства СССР. В 1986 году уже сам возглавил команду, и в дальнейшем проработал в клубе в разные годы в общей сложности более десяти лет. Кроме динамовцев, некоторое время Стукалов возглавлял также алма-атинский «Кайрат» и запорожский «Виктор».
В начале 1996 года пришёл в волгоградский «Ротор» на должность помощника главного тренера команды Виктора Прокопенко. В ходе следующего сезона покинул клуб, чтобы вернуться на должность главного тренера «Динамо». Через год с небольшим в ставропольском клубе сменилось руководство, и Стукалов в январе 1999 года возвратился на прежнюю должность в «Роторе», до декабря 1999 был вторым тренером. После ухода Прокопенко в донецкий «Шахтёр» Стукалов отказался от предложения последовать за ним. К тому же, президент волгоградцев Владимир Горюнов решил назначить на пост главного тренера клуба Георгия Ярцева, и Стукалов предпочел вновь заняться самостоятельной тренерской работой. В феврале 2000 года он вновь вернулся в ставропольское «Динамо», вылетевшее на тот момент во вторую лигу России.
В 2002 году вновь стал помощником у Виктора Прокопенко, на этот раз — в московском «Динамо». В этом качестве Стукалов проработал до конца сезона 2003 года, покинув команду лишь после ухода из неё Прокопенко.
В 2004 году работал главным тренером в клубе Первого дивизиона «Арсенал» Тула. По окончании сезона был приглашён на должность главного тренера только что вышедшей в Премьер-лигу томской «Томи», сменив ушедшего в тренерский штаб московского «Торпедо» Александра Гостенина. По словам Стукалова, руководство «Томи» ранее уже дважды приглашало его на этот пост, но он был вынужден отказываться, чтобы не бросать свои команды в середине сезона. 23 ноября 2004 года Борис Стукалов приступил к работе с томским клубом. После 18 проведённых игр «Томь» занимала 12 место, когда 1 августа 2005 года Стукалов написал заявление об увольнении из клуба. Его преемником стал Анатолий Бышовец.
В 2006 году Стукалов работал во Владикавказе с вновь заявленным во Второй дивизион местным «Спартаком». За один сезон команде удалось добиться повышения в классе, получив путёвку в Первый дивизион. После этого успеха Стукалов получил приглашение возглавить молодёжную сборную России. О назначении на эту должность было официально объявлено 19 февраля 2007 года.
23 декабря 2009 года появилась информация, что Стукалов является одним из кандидатов на должность главного тренера «Кубани», однако сам специалист в тот же день опроверг эту информацию, назвав её просто слухами.
В мае 2010 года назначен на пост главного тренера клуба Первого дивизиона «Урал», в котором проработал до конца сезона-2010. В сезоне 2012/13 года — главный тренер клуба Второго дивизиона «Биолог-Новокубанск». Летом 2013 года возглавил команду «Ангушт», завоевавшую право выступать в сезоне 2013/14 в первенстве ФНЛ, по окончании которого покинул клуб. В сезоне 2015/16 был главным тренером клуба ФНЛ «Сибирь».
В 2016—2018 годах — спортивный директор футбольного клуба «Оренбург».
Сын Алексей — также футбольный тренер.